# Bremen-Oldenburg

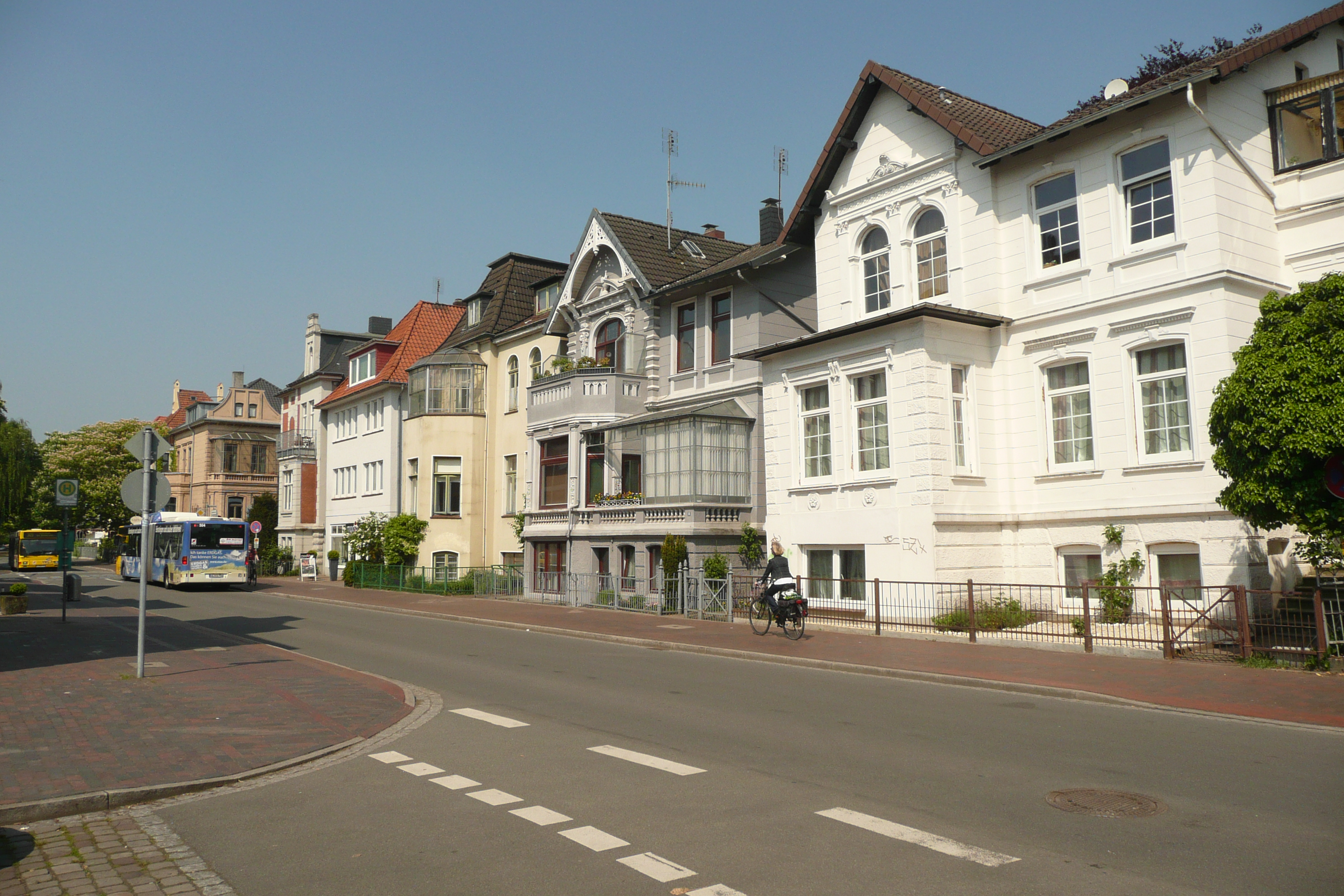
Bostadskvarter i den nordtyska staden Oldenburg

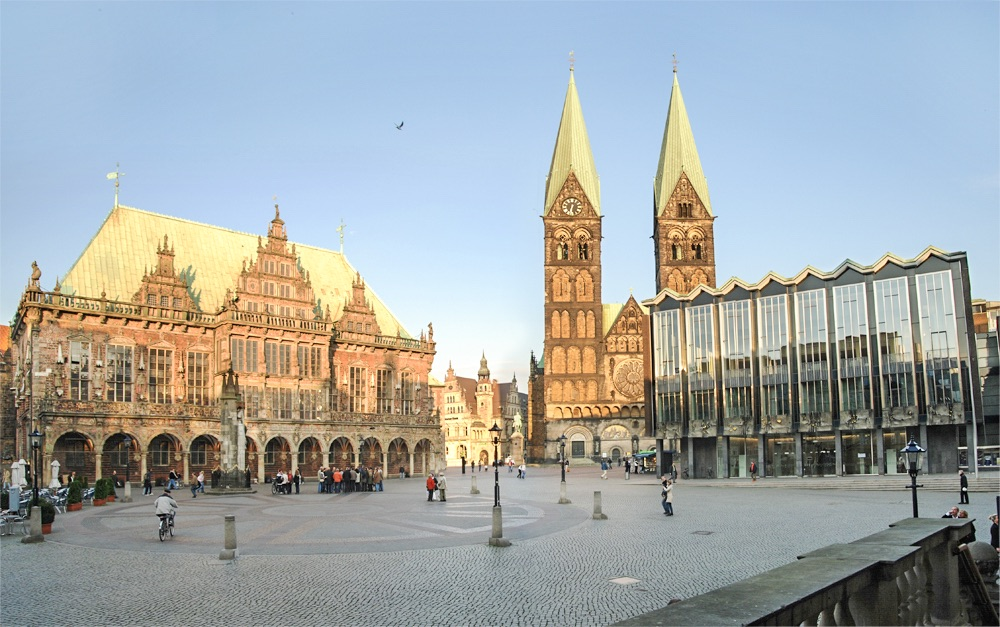
Bremens rådhus, domkyrka (Bremer Dom) och borgerskapshuset (Bremens delstatsparlament)

Bremen-Oldenburg-regionen är sedan 2005 en av Tysklands elva storstadsregioner. Regionen omfattar delstaten Bremen och delar av delstaten Niedersachsen. 

## Distriktsfria städer
- Bremen
- Bremerhaven
- Delmenhorst
- Oldenburg
- Wilhelmshaven

## Distrikt
- Landkreis Ammerland (huvudort Westerstede)
- Landkreis Cloppenburg (huvudort Cloppenburg)
- Landkreis Cuxhaven (huvudort Cuxhaven)
- Landkreis Diepholz (huvudort Diepholz)
- Landkreis Friesland (huvudort Jever)
- Landkreis Oldenburg (huvudort Wildeshausen)
- Landkreis Osterholz (huvudort Osterholz-Scharmbeck)
- Landkreis Vechta (huvudort Vechta)
- Landkreis Verden (huvudort Verden (Aller))
- Landkreis Wesermarsch (huvudort Brake (Unterweser))